# Stavební mechanika
Stavební mechanika je studijní předmět, který je vyučován na středních a vysokých školách. Stavební mechanika je důležitou disciplínou, která je potřebná pro navrhování stavebních konstrukcí. Základem každé stavby je její bezpečnost a proto znalost základních principů mechaniky je nutnou výbavou každého stavebního technika.

## Obory
Obory stavební mechaniky jsou:
- Statika
- Nauka o pevnosti a pružnosti
- Dynamika